# Титије
Титије је у грчкој митологији био гигант.

## Етимологија
Његово име је можда изведено од речи tisis и има значење „онај који трпи одмазду“, што је у складу са митом о њему.

## Митологија
Био је син Зевса и Еларе. Како би заштитио своју бремениту љубавницу од гнева своје љубоморне супруге Хере, Зевс ју је под земљу, где је она родила Титија. Ту га је Земља и отхранила и изнела на светлост дана. У Хомеровој Одисеји, као и према још неким ауторима, Геја је заправо његова мајка. Био је застрашујуће велики. Настанио се на Еубеји или у Фокиди. Када је Лето на путу ка Делфима пролазила кроз Панопеј, Титије ју је напао у намери да је силује и стргао вео са главе. Аполон и Артемида су притрчали својој мајци у помоћ и устрелили га, што је Зевс, његов отац, са задовољством прихватио. Међутим, тиме се његова казна није завршила; у Подземљу (или Тартару) су га клиновима приковали за тло, покривши његовим телом девет јутара земље, а његову јетру су изједала два орла или змије, али је она стално зацељивала, упоредо са Месецом. Његов гроб је приказиван у граду где је напао Лету, а у једној пећини на Еубеји, поштован је као херој. Његова кћерка је била Европа. Пиндар га наводи и као Тасовог оца.

## Тумачење
Неки извори Титија поистовећују са Титиројем, што је иначе име из Беотије које означава сатира који свира флауту. У том смислу он подсећа на Аполоновог противника Марсију, а неки делови приче о њему указују на сличност са гигантом Орионом и титаном Прометејем. Покушај силовања богиње Лете је, према неким изворима, симболично приказао покушај побуне становника брдовитих области Фокиде против освајача.